# Marratxinet
Marratxinet, antigament Marratxí, és el nucli de població més antic de Marratxí i que donà nom a tot el municipi, situat a prop de Sa Cabaneta, d'Es Figueral, i de Santa Maria del Camí. Possiblement en aquest nucli s'ubicà el temple de la primera parròquia que hi hagué a Marratxí, Santa Maria de Marratxí, fundada durant el segle xiii, encara que no s'hi han trobat les restes.
La composició argilosa del sol cultivable i la poca disponibilitat d'aigua provocaren que les condicions de vida fossin dures per a les tasques agràries al canvi del segle xix al xx. El creixement de població dels altres nuclis del terme feren entrar el nucli en decadència: l'any 1864, la batllia es va traslladar cap a Sa Cabaneta, on segueix actualment, La dessecació del Prat de Sant Jordi feu que moltes famílies de Marratxinet aprofitassin les noves terres de reguiu dels horts nous de Sant Jordi, Sa Casa Blanca i Son Ferriol i provocaren que al segle xx el nucli progressivament perdés població.
Actualment és un llogaret amb un ric patrimoni d'elements arquitectònics de la pagesia tradicional mallorquina. El 2010 es crea l'Associació de Veïnats de Marratxinet. Els seus objectius són aconseguir l'adhesió a l'associació dels veïnats de Marratxinet i reivindicar la dotació de serveis públics al nucli.

## Nascuts a Marratxinet
- Antoni Canyelles Rigo "de sa Font"